# 玄難
玄難，金庸小说《天龙八部》中的人物。
玄難大師是少林寺達摩院首座，玄难一身神功，在武林中罕有对手。
曾參與「聚賢莊大戰」，與丐帮第六代帮主乔峰對戰，首先使成名絕技「袖裡乾坤」攻擊乔峰，乔峰竟只如此一掌，便破了「袖裡乾坤」，玄難狂怒下使出江湖上流传颇广的「太祖長拳」後，却又被乔峰反使「太祖長拳」逐一拆解，玄难见自己所使的拳法每一招都受敌人克制，拳法一变，换作了少林派的「罗汉拳」。
因為師弟玄痛為游坦之「冰蠶毒掌」毒傷，前往「閻羅王敵」薛慕華府上求醫，遇到姑蘇慕容四大家臣和「函谷八友」一行人，後協助眾人力戰星宿派創派師祖「星宿老怪」丁春秋，玄難素知丁春秋周身剧毒，不敢慢打，使出「快掌」連環快擊丁春秋，久戰後不幸拳上中毒，虛脫倒下，玄難等七僧連姑蘇慕容四大家臣和「函谷八友」一行人中了丁春秋的「化功大法」而被擄獲，遠赴聋哑门掌门人“聪辩先生”蘇星河所邀的「珍瓏」棋會。
最後中了丁春秋的「逍遙三笑散」，三笑而亡。

## 武功
快掌
掌掌带风，却又速度奇快。
羅漢拳
要求上下相随，步随手变，身如舵摆，灵活多变，出手注意“夺中”和“护中”，劲力要求刚柔相济。
太祖長拳
傳說因「宋太祖」趙匡胤而得名，講求實戰攻防，起如風，擊如電，前手領，後手追，兩手互換一氣摧。
袖裡乾坤
衣袖拂起，拳劲却在袖底发出。